# فراشة بنتيلا أمبرا
بنتيلا أمبرا (بالإنجليزية: Pentila umbra) هو نوع من الفراشات يتبع جنس بنتيلا من فصيلة فراشات ذات أقدام زائفة. تم وصف هذا النوع علميًا لأول مرة بواسطة العالم البريطاني وليام هيويتسون في عام 1873.

## التوزيع
توجد هذه الفراشة في أنغولا.